# جاكسون (مقاطعة واشنطن)
جاكسون، مقاطعة واشنطن (بالإنجليزية: Jackson, Washington County, Wisconsin)‏ هي بلدة تقع بولاية ويسكونسن في الولايات المتحدة. تبلغ مساحتها 99 (كم²)، وترتفع عن سطح البحر 257 م، بلغ عدد سكانها 3516 نسمة في عام 2000 حسب إحصاء مكتب تعداد الولايات المتحدة وتصل الكثافة السكانية فيها 39.6 نسمة/كم2.

## وصلات خارجية
- The US50 - Cities and Towns in Wisconsin State
- Wisconsin Cities and Towns, Facts, Map, Flag, Colleges, Government, and More